# Antonio Durán Gudiol
Antonio Durán Gudiol, Antoni Durán Gudiol en catalán, (Vich. 21 de diciembre de 1918 - Huesca, 6 de noviembre de 1995) fue un sacerdote y destacado historiador medievalista catalán, especializado en la historia de Aragón (especialmente en la eclesiástica y en la de los orígenes del condado y del reino de Aragón, y también en su arte de Aragón). Era sobrino de Josep Gudiol Cunill (1872-1931), conservador del Museo Episcopal de Vich desde 1898, y primo del historiador del arte catalán Josep Gudiol Ricart (1904-1985).

## Años de formación
Realizó su formación en el seminario de su ciudad natal, aunque amplió estudios en Teología y Paleografía en Roma, donde residió varios años.

## Carrera profesional

### Carrera sacerdotal
Antonio Durán Gudiol trabajó como cura en algunas localidades catalanas, como Castelltersol, Aiguafreda o Torelló, hasta que en 1947 se convirtió en archivero del archivo de la Catedral de Santa María de Huesca, puesto que conservó el resto de su carrera religiosa. No volvió a abandonar las tierras aragonesas. Durante su labor sacerdotal, destacó por su oposición al régimen franquista, además de por su nacionalismo catalán.

### Carrera científica
En 1950, Durán Gudiol publicó su primer artículo, La fábrica de la catedral de Huesca, en Argensola, una revista de la llegaría a ser director, comenzando así su fecunda carrera científica como historiador bajo la guía de José María Lacarra. Desde entonces trabajó siempre sobre temas relativos a Aragón y su historia, haciendo interesantes aportaciones a la historia de Aragón en los primeros tiempos de la Edad Media. También trabajó sobre el rico románico aragonés, incluyendo las iglesias de Serrablo, con las obras Arte altoaragonés de los siglos X y XI (1974) y Las iglesias mozárabes del Serrablo (1976) y sobre la iglesia del monasterio de San Pedro de Siresa con El monasterio de San Pedro de Siresa (1989), de la que defendió la existencia de una primitiva iglesia en estilo carolingio anterior al actual edificio románico.

## Publicaciones

### Artículos
| - 1950: La fábrica de la catedral de Huesca, en la revista Argensola. - 1950: La iglesia en Aragón durante el siglo XI, en Estudios de Edad Media de la Corona de Aragón, IV. - 1952: El derecho capitular de la catedral de Huesca desde el siglo XII al XVI. Revista española de derecho canonico, 7, 447-515. - 1952: La penitencia pública en la catedral de Huesca. Argensola. (12), 335-346. - 1954: Los santos altoaragoneses. Argensola (18), 143-164. - 1955: San Oriencio, obispo de Auch. Argensola.(21), 1-14. - 1955: Santa Eurosia, virgen y mártir. Argensola (24), 297-316. - 1956: Un viaje a la diócesis de Huesca en el año 1338. Argensola (28), 367-372. - 1957: Un informe del siglo XVI sobre el obispado de Huesca en Argensola, n.º 32, pp. 273-295. - 1957: Junto a Sánchez, F. B. Santa María de Cillas en la Edad Media. Argensola (29), 31-54. - 1959: La documentación pontificia del Archivo Catedral de Huesca hasta el año 1417. - 1959: Órganos, organeros y organistas de la catedral de Huesca. Argensola 40, 301. - 1959: García de Gudal, obispo de Huesca y Jaca. Hispania Sacra, 12(24), 291. - 1961: Geografía medieval de los obispados de Jaca y Huesca en la revista Argensola, 12, 1-103. - 1962: Las bibliotecas eclesiásticas de las diócesis de Jaca a finales del siglo XV' . Argensola, 1962, no 49, p. 55-100. - 1963: La Catedral de Jaca en las memorias de Pedro Villacampa, en Aragón, n.º 268, pp. 9 y 16. - 1964: La capilla de música de la Catedral de Huesca. Anuario musical, 1964, vol. 19, p. 29 - 1967: Las inscripciones medievales de la provincia de Huesca, Escuela de Estudios Medievales (ed). Estudios de Edad Media de la Corona de Aragón, (8) pp. 45-154. | - 1968: Notas para la historia de la Universidad de Huesca en el siglo XVI. Hispania Sacra, 21(41), 87. - 1973: Vidal de Canellas, Obispo de Huesca. Estudios de Edad Media de la Corona de Aragón, 267-369. - 1975: De la marca superior de Al-Andalus al reino de Aragón, Sobrarbe y Ribagorza. Adminstracion Publica. - 1977: El monasterio de Asán. Homenaje a don José María Lacarra. - 1978: El obituario de los abades de Montearagón, en la revista Argensola, num. 185. - 1979: Estado actual de los estudios sobre la historia de la iglesia aragonesa. En Estado actual de los estudios sobre Aragón: actas de las primeras jornadas (pp. 701-724). Instituto de Ciencias de la Educación. - 1984: Juan de Aragón y Navarra, obispo de Huesca (.pdf). J. Zurita. Cuadernos de Historia (49-50), 31-86. - 1984: La casa de micer Benedet de Monzón en la Huesca del siglo XV. Boletín del Museo e Instituto Camón Aznar, (18), 85-94.] - 1987: El castillo abadía de Montearagón. Zaragoza, Institución Fernando el Católico. - 1987: El campanar de la catedral d'Osca:(1302-1422). In Homenaje a D. Federico Balaguer Sánchez (pp. 91-96). Instituto de Estudios Altoaragoneses. - 1989: El rito de la coronación del rey en Aragón. Argensola: Revista De Ciencias Sociales Del Instituto De Estudios Altoaragoneses, (103), 17-40. - 1991: Monasterios y monasteriolos en los obispados de Pamplona y Aragón en el siglo XI. Príncipe de Viana, 52(193), 69-88. - 1991: Dos cuestiones sobre el monasterio de San Pedro de Siresa. Príncipe de Viana, 52(193), 7-14. - 1995: El traslado de las reliquias de San Indalecio a San Juan de la Peña. Argensola. (109), 13-24. |

### Libros
- 1953: Los manuscritos de la catedral de Huesca, Huesca (.pdf).
- 1957: Huesca y su provincia, Barcelona, ed. Aries.[1]
- 1962: La iglesia de Aragón durante los reinados de Sancho Ramírez y Pedro I, 1062?-1104. Roma.[1]
- 1965: Colección diplomática de la catedral de Huesca (vol. I).[1] Ed. Instituto de Estudios Pirenaicos.
- 1967: Los condados de Aragón y Sobrarbe (inédito hasta 1988). Premio Menéndez Pelayo del Consejo Superior de Investigaciones Científicas.[1]
- 1969: Colección diplomática de la catedral de Huesca (vol. II).[1] Ed. Instituto de Estudios Pirenaicos.
- 1974: Arte altoaragonés de los siglos X y XI.[1]
- 1975: De la marca superior de Al-Andalus al reino de Aragón, Sobrarbe y Ribagorza. Administración Pública.
- 1976: Las iglesias mozárabes del Serrablo.[1]
- 1978: Ramiro I de Aragón. Zaragoza, Guara.
- 1981: El Castillo de Loarre. Zaragoza. Guara.
- 1982: Historia del seminario de Huesca (1580-1980). Ayuntamiento de Huesca (ed).
- 1984: La judería de Huesca. Zaragoza. Guara.
- 1985: Historia de los obispos de Huesca-Jaca de 1252 a 1328.
- 1986: El hospital de Somport entre Aragón y Bearn (siglos XII y XIII). Zaragoza.
- 1987: El castillo abadía de Montearagón (siglos XII y XIII). Zaragoza, Institución Fernando el Católico, 1987.
- 1988: Los condados de Aragón y Sobrarbe. Guara, 1988.
- 1989: El monasterio de San Pedro de Siresa.[1]
- 1989: Estatutos de la Universidad de Huesca. Siglos XV y XVI. Ayuntamiento de Huesca (ed).
- 1990: La villa y la colegiata de Alquézar, ed. Instituto de Estudios Altoaragoneses.[1] ´Publicó primero una
- 1991: Historia de la Catedral de Huesca, ed. Instituto de Estudios Altoaragoneses.[1]
- 1991: Francos, pamploneses y mozárabes en la Marca Superior de al-Ándalus. La Marche Superieur d'al-Andalus et l'Occident chrétien. Madrid: Casa de Velázquez, 141-147.
- 1992: Proceso criminal a Maestre Sebastián Ximénez, escultor, ed. Instituto de Estudios Altoaragoneses.[1]
- 1994: Los obispos de Huesca durante los siglos XII y XIII, Zaragoza.[1]
- 1994: Iglesia y procesiones: Huesca, siglos XII-XIII, Zaragoza.[1]
- 1996: Del arte y la historia medievales, Sabiñánigo, ed. Amigos de Serrablo.[1]
- 1998: Serrablo medieval: guía histórico-artística, Zaragoza.[1]
- (sin fecha): Orígenes del reino de Aragón (.pdf).

## Premios y honores
- En el año 1983 fue nombrado mantenedor de las fiestas de Almudévar (Huesca).
- Una biblioteca municipal de la ciudad de Huesca está dedicada a su memoria.[2]
- El Ayuntamiento de Huesca concede anualmente en su honor los Premios de investigación Antonio Durán Gudiol.
- La Casa de Cultura de Sabiñánigo lleva su nombre en su honor.[3]